# 日本中小企業診断士協会連合会
一般社団法人 日本中小企業診断士協会連合会（にほんちゅうしょうきぎょうしんだんしきょうかいれんごうかい）は、中小企業診断士の全国組織団体として1954年に設立された業界団体である。略称は日診連。
2024年9月までの名称は中小企業診断協会で、同年10月1日をもって改称した。
あわせて、中小企業診断士試験の指定試験機関（中小企業支援法第12条第2項）、中小企業診断士実務補習の登録実務補習機関（中小企業診断士の登録等及び試験に関する規則第20条第1項）及び中小企業診断士更新研修（理論政策更新研修）の理論政策更新研修機関（同規則第37条第1項第1号）とされている。

## 所在地
東京都中央区銀座1-14-11　銀松ビル5階

## 地方協会
2011年度以前は、中小企業診断協会内部の組織として各都道府県に「支部」を設置し、東京支部にはさらに「支会」（中央、城東、城西、城南、城北、三多摩の6つ）が設置されていた。公益法人制度改革に伴い、2012年度より各都道府県の支部はそれぞれ独立した法人格を持つ一般社団法人として新発足した（都道府県名の後に付く名称は団体により「中小企業診断士協会」「中小企業診断協会」「中小企業診断士会」と異なる）。旧東京支部の支会については東京都中小企業診断士協会内の支部となった。
中小企業診断協会本体も、2013年4月1日をもって一般社団法人へ移行した。

## 会員
- 正会員(1)中小企業支援法に基づき中小企業診断士登録を受けた者
- (2)中小企業診断士第2次試験合格者　(3)実務補習修了者　(4)養成課程修了者
- 賛助会員

## 参考
- 中小企業支援法上は、中小企業診断士の登録は経済産業大臣が行い、日本中小企業診断士協会連合会（もしくは各都道府県の協会）への入会義務は特に定められていない。また、日本中小企業診断士協会連合会自体の設立根拠規定もない。これらは、他の士業と比して大きな相違点となっている。
- 指定試験機関、登録実務補習機関及び理論政策更新研修機関としての業務（政府指定法人事業）は、会員・非会員に関わりなく対象となる。
- 診断実務従事事業（平成18年度から旧実務能力更新研修を廃止して実施）は、会員と非会員の参加条件が異なる。